# 오치이시역
오치이시역(일본어: 落石駅)은 일본 홋카이도 네무로시에 있는 홋카이도 여객철도 네무로 본선의 역이다. 상대식 승강장 2면 2선 구조를 지닌 지상역이다.

## 역 주변
- 오치이시 어업협동조합
- 오치이시 항

## 역사
- 1920년 11월 10일 : 개업.
- 1987년 4월 1일 : 민영화에 따라, 홋카이도 여객철도로 이관.

## 인접 정차역
| 홋카이도 여객철도 네무로 본선 | 홋카이도 여객철도 네무로 본선 | 홋카이도 여객철도 네무로 본선 |
| ----------------------------- | ----------------------------- | ----------------------------- |
| 핫타우시 구시로 방면          | 네무로 본선                   | 곤부모리 네무로 방면          |